# Szakállolaj
A szakállolaj egy pár komponensből álló termék, jellemzően jojobaolaj, argánolaj, kókuszolaj vagy más esszenciális olaj alappal, melyek a szakállnövesztés vagy szakállviselés egy-egy specifikus problémáját célozzák meg: viszketés, irritáció, kiszáradt arcszőrzet vagy érzékeny arcbőr. A  hatóanyagok csakúgy, mint a hajkondicionálók esetében, a szőrtüszőkön keresztül jutnak be a bőrbe. A szakállolajat férfiak használják szakálluk, vagy arcszőrzetük ápolására. Ismert tény, hogy már az ókorban, a mezopotámiaiak is ápolták olajjal szakállukat. Az évszázadok alatt a háborúk elterjedésével és Római Birodalom térhódításával az arcszőrzetet gyakran teljesen eltávolították, mivel sokszor akadályt jelentett a harcok során, háború esetén pedig könnyebben kialakultak különböző fertőzések a sűrűbb arcszőrzettel rendelkezők arcán (a római hadseregben bizonyos időre tiltott volt a szakállviselet). A 19–20. századra aztán ismét elég népszerű lett a szakállviselet és így a szakállolaj használata, mely napjaink divatja szerint újra virágkorát éli. Az elmúlt években rengeteg különböző gyártó terméke jelent meg, így szinte száma sincs a különböző illatú és összetételű olajoknak.

## A szakállolaj használatának előnyei
A szakállolaj hidratálja a szakállat és az alatta lévő arcbőrt, megszünteti a növesztéssel gyakran együtt járó viszketést és irritációt, puhítja és kellemessé teszi az arcszőrzet viselését, lesimítja a kusza, szétálló szőrszálakat, hosszabb szakáll esetén segít forma megtartásában. Bizonyos olajok emellett tartalmaznak antibakteriális összetevőket is, továbbá illatanyagot illóolajok vagy parfümolaj formájában.

## A szakállolaj használata
A szakállolaj használata igen egyszerű. Az arcszőrzet és az arc megtisztítását követően javasolt a szakállolaj felvitele. A felhasznált mennyiség az arcszőrzet hosszúságától függ, így nyilvánvaló módon egy hosszabb szakáll ápolása több olajat igényel. A szakállolajok általában olyan adagolóval rendelkező kiszerelésben érhetők el, mely lehetővé teszi az olaj kis adagokban vagy cseppekben történő kimérését.
A kimérést követően az olajat javasolt kézzel alaposan bedörzsölni az arcszőrzetbe – a hosszabb arcszőrzet így könnyebben fésülhetővé és kezelhetővé válik. A különböző szakállolajok összetételük alapján különböző felszívódási idejűek lehetnek, de jellemzően néhány óra leforgása alatt a legtöbb olaj teljesen felszívódik az arcszőrzetbe, arcbőrbe.

## Összetevők, illatok
Mivel különböző szakállolajok készítésekor esetlegesen hozzáadott illóolajok vagy illatanyagot tartalmazó összetevők közvetlenül a bőrünkön használva, koncentráltan irritáló hatásúak lehetnek – égető, maró érzést válthatnak ki – hígítani kell őket. Erre szolgálnak a vivőolajok, mint az E vitaminban gazdag jojobaolaj; az argánolaj, amely puhítja a bőrt és enyhíti az öregedés jeleit; a mandulaolaj, mely rengeteg proteint tartalmaz; és nem utolsósorban a könnyű, hidratáló hatású mogyoróolaj. Ezekhez keverik hozzá az illóolajokat, vagy parfümolajokat. Bizonyos illóolajok számos jótékony hatással is rendelkeznek – ilyenek a borsmenta, eukaliptusz, citromfű és cédrusfa.